# Cornelius Middelthon

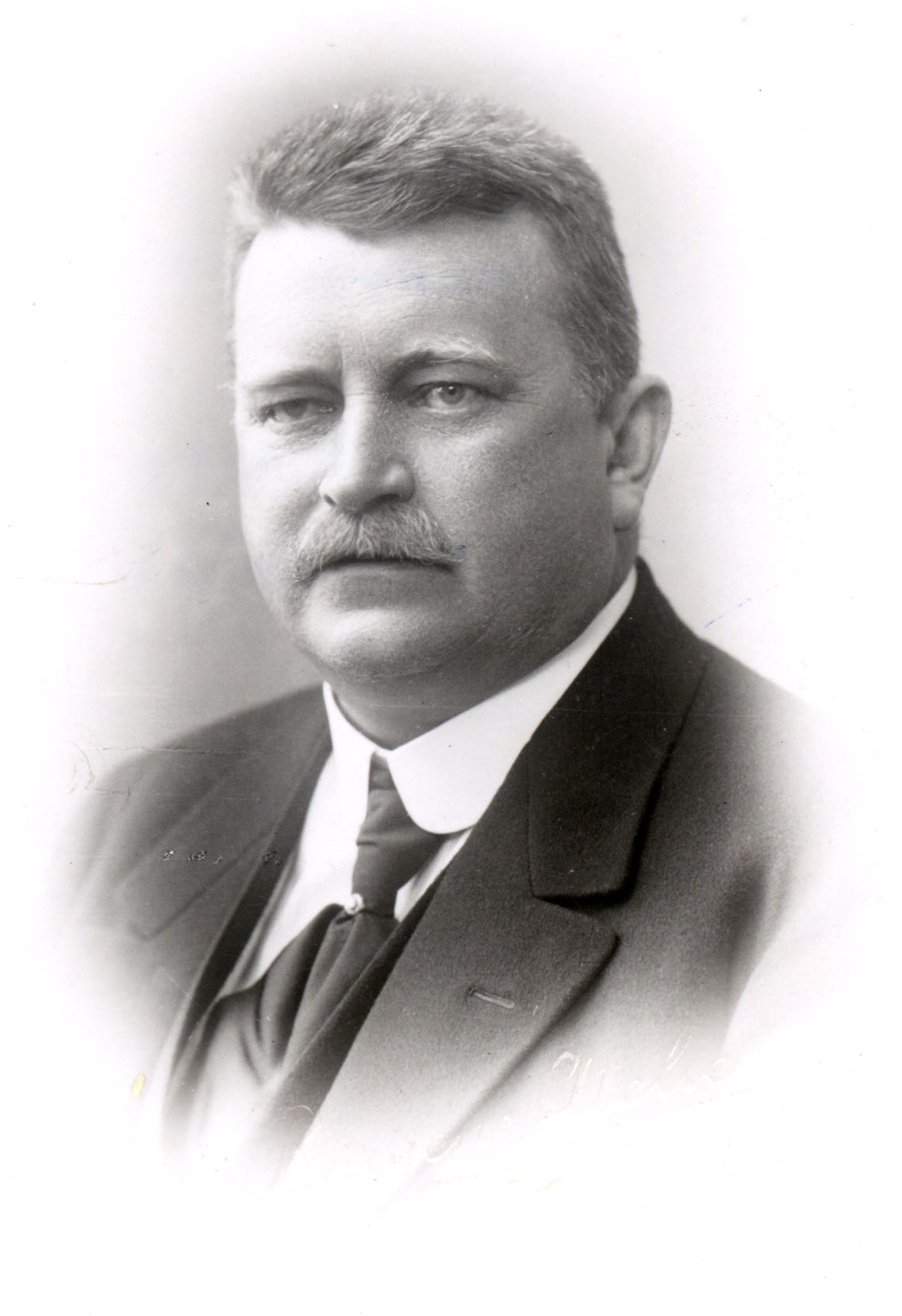
Cornelius Middelthon.

Cornelius Middelthon, född 12 april 1869 i Stavanger, död 6 april 1934, var en norsk affärsman och politiker (Høyre). 
Middelthon inträdde vid unga år i sin fars affär (ångfartygsexpedition, kol- och maskinaffär), blev 1903 spansk och 1914 brasiliansk vice konsul och var stortingsman för Stavanger 1919–21 och 1922–24. Han var arbetsminister i Otto Bahr Halvorsens första ministär 1920–21 samt i Halvorsens andra ministär och Abraham Berges ministär under tiden mars 1923 till juli 1924.